# Mokranje
Mokranje (kyrillisch: Мокрање) ist ein Dorf in der Opština Negotin im Bezirk Bor im Osten Serbiens.

## Geschichte und Name
Mokranje ist im 16. Jahrhundert aus den Dörfern Visoka, Barbaša, Rušanja, Sokolovica und Romanje entstanden. Es verdankt seinen Namen dem feuchten Boden dieser Gegend (serbisch Mokro, dt. nass). Im 19. Jahrhundert wurde es in Milanovo, nach Miloš Obrenović, umbenannt. Nach dem Ende seiner Herrschaft wurde wieder der ursprüngliche Name angenommen.

## Sehenswürdigkeiten
Nahe dem Dorf befinden sich der Mokranje-Wasserfall sowie das über 300 Hektar große Jagdrevier Alija.

## Einwohner
Die Volkszählung 2002 ergab, dass sich in dem Dorf Mokranje 710 Menschen niedergelassen haben.
Weitere Volkszählungen:
- 1948: 1993
- 1953: 1908
- 1961: 1743
- 1971: 1409
- 1981: 1270
- 1991: 1140
- 2002: 0710